# Jaime Ríos Ortega
Jaime Ríos Ortega (Ciudad de México, 1960) es un bibliotecólogo, pedagogo, investigador, académico y profesor universitario mexicano.
Es doctor en Bibliotecología y Estudios de la Información por la UNAM. Estudio la Maestría en Bibliotecología y la Licenciatura en Pedagogía, también en esta Casa de Estudios. Tanto en el examen de licenciatura como los de grado obtuvo mención honorífica. En el Sistema Nacional de Investigadores es Nivel I y como investigador tienen la categoría y nivel de Titular A, además posee el nivel C del PRIDE. Cabe señalar que en el año de 1996 ingresó como investigador al Centro Universitario de Investigaciones Bibliotecológicas de la UNAM y a partir del 21 de agosto de 2009, se desempeña como su Director.

## Docencia
Es tutor del posgrado en Bibliotecología y Estudios de la Información desde el año 2001 imparte el seminario Teoría Bibliotecológica y de la Información, así como el seminario Educación Bibliotecológica. Cuenta con la dirección de cinco tesis de maestría terminadas y doce de licenciatura. Actualmente dirige tesis de maestría y de doctorado. Es miembro de diferentes Comités Tutorales y ha participado como sinodal y revisor en 36 exámenes de grado y 44 de pregrado. El Dr. Ríos Ortega, es también profesor de la Licenciatura en Bibliotecología y Estudios de la Información desde el año 1994.
Ha sido invitado a impartir talleres de actualización académica en universidades del extranjero y del país, sobre temas relacionados con sus líneas de investigación.
El Dr. Ríos fue becado por el Instituto Tecnológico Autónomo de México (ITAM) para realizar el Diplomado de Capacitación de Personal (200 horas). En 1990 tuvo a su cargo el departamento de Desarrollo de Personal de la Dirección General de Bibliotecas de la UNAM. En el año de 1991 fue nombrado Subdirector Académico de la Escuela Nacional de Biblioteconomía y Archivonomía (ENBA) de la SEP; en la ENBA planificó la reestructuración del Plan de Estudios y la operación del plan de estudios reformado. Para el año de 1994, de nueva cuenta en la UNAM, se desempeñó como secretario técnico de Apoyo a la Investigación y Docencia en la Coordinación de Humanidades. En este cargo, desarrolló diversos proyectos institucionales entre los cuales destaca el Programa Jóvenes hacia la Investigación en Humanidades y Ciencias Sociales, a través del cual logró vincular a la planta de investigadores del Subsistema de Humanidades con los alumnos y profesores de las escuelas preparatorias, colegios de ciencias y humanidades, así como escuelas del Sistema Incorporado, con el fin de promover la vocación hacia la investigación humanística y social, así como difundir los productos de investigación del Subsistema de Humanidades entre la planta de profesores de las escuelas antes mencionadas. También, es importante mencionar que se integró a diversas comisiones del Consejo Técnico de Humanidades, por parte de la Coordinación de Humanidades, para apoyar los trabajos de estudio sobre los Técnicos Académicos del Subsistema y la creación de Sedes Foráneas. Asimismo, llevó a cabo talleres y asesorías con los editores y directores de las revistas académicas del Subsistema de Humanidades a fin de difundir los estándares de calidad internacional y el mejoramiento de los procesos de arbitraje y de difusión de tales revistas. Aunque el Dr. Ríos Ortega formó parte de la planta académica del IIBI desde 1996, estuvo adscrito a la Coordinación de Humanidades hasta el año 2004. Posteriormente, en el 2008, fue nombrado Coordinador de la Biblioteca Nacional, la cual recientemente fue galardonada con el Noveno Premio de la Fundación México Unido a la Excelencia de lo Nuestro.

## Académico
Las líneas de investigación en las que ha desarrollado sus proyectos son: Educación Bibliotecológica y Evaluación de revistas académicas. Tiene un libro de autor publicado por el Cuib titulado: Didáctica de la Bibliotecología: teoría y directrices desde la enseñanza de la ciencia, así como ocho artículos de investigación original en revistas arbitradas nacionales y extranjeras, además de seis capítulos de libro y 15 ponencias en memorias in extenso. Tiene a su cargo, junto con otra colega distinguida del Cuib, el Seminario Permanente Bibliotecología, Información y Sociedad, del cual se tienen diversos productos de investigación. Asimismo, es miembro del Seminario Hispano-Mexicano que realiza el Cuib con la Universidad Complutense de Madrid.
El Dr. Ríos ha sido invitado a dictar Conferencias Magistrales en universidades del extranjero y nacionales. También, ha sido invitado a presentar ponencias en diez congresos y seminarios internacionales, así como en 24 congresos y seminarios nacionales.

## Árbitro de revistas
Ha sido invitado como árbitro de revistas de investigación original, tales como la Revista Investigación Bibliotecológica (México), Revista Interamericana de Bibliotecología (Colombia), Revista de la Educación Superior (ANUIES- México).

## Cuerpos Colegiados
De igual modo, ha sido jurado del Premio ANUIES y del Premio Nacional de la Juventud. En la UNAM, ha fungido como dictaminador de libros de investigación original, proyectos de evaluación de servicios bibliotecarios, así como de planes y programas de estudios y de concurso para plazas académicas. También, ha sido invitado a realizar evaluaciones a escuelas de bibliotecología por parte de la Asociación para la Acreditación y Certificación en Ciencias Sociales (ACCECISO). De igual modo, ha sido dictaminador de varias ponencias para las Jornadas que lleva a cabo la Asociación Mexicana de Bibliotecarios, A. C. (AMBAC) y del Congreso que organiza el Colegio Nacional de Bibliotecarios (CNB). Por otra parte, ha sido miembro de cuerpos colegiados, tales como: Representante del Personal Académico del Cuib ante el Consejo Técnico de Humanidades, Representante del Colegio de Bibliotecología (Facultad de Filosofía y Letras de la UNAM y miembro del Comité Académico del Posgrado en Bibliotecología y Estudios de la Información de la UNAM.

## Conferencias de divulgación
Ha dictado más de 40 conferencias de divulgación en escuelas de educación superior y de educación media superior. También ha participado en programas de radio y ha realizado la presentación de 12 libros, la mayoría de ellos de investigación original. Ha tenido la responsabilidad de organizar alrededor de 40 actividades académicas, tales como: seminarios, coloquios, jornadas, congresos, ferias, cursos de actualización, etc. A lo anterior se suma la coordinación de doce mesas de trabajo y presentaciones de libros en ferias de libros nacionales e internacionales. Tiene alrededor de doce publicaciones de divulgación y algunas presentaciones e introducciones en libros de homenajes y conmemoraciones.
El Dr. Ríos Ortega, fue Presidente del Colegio Nacional de Bibliotecarios en el periodo 2002 – 2004 y Presidente de la Comisión de Honor y Justicia del mismo Colegio, en el periodo 2005-2007.